# Pearlington
Pearlington – jednostka osadnicza w Stanach Zjednoczonych, w stanie Missisipi, w hrabstwie Hancock.